# Métropole de Paris
Métropole de Paris (tj. Pařížská metropole) byla jednou z deseti správních jednotek nahrazujících církevní provincie ústavní církve (église constitutionnelle). Nová státní církev během Velké francouzské revoluce nahradila římskokatolickou církev.

## Historie
V roce 1790 byla přijata občanská ústava duchovenstva, která určovala novou státní církev a s ní i církevní správu. V každém departementu byla zřízena jedna diecéze. Pařížská metropole zahrnovala sedm diecézí pro departementy Seine, Seine-et-Oise, Eure-et-Loir, Loiret, Yonne, Aube a Seine-et-Marne.
Metropole byla zrušena v roce 1801 po přijetí konkordátu.